# Ribeirão da Paca
Ribeirão da Paca är ett vattendrag i Brasilien.   Det ligger i delstaten Minas Gerais, i den sydöstra delen av landet, 700 km söder om huvudstaden Brasília.
Omgivningarna runt Ribeirão da Paca är huvudsakligen savann. Runt Ribeirão da Paca är det ganska glesbefolkat, med 27 invånare per kvadratkilometer.